# Ungerundeter halboffener Hinterzungenvokal
Lautliche und orthographische Realisierung des ungerundeten halboffenen Hinterzungenvokals – in linguistischer Literatur auch abgeschwächtes dunkles a genannt –  in verschiedenen Sprachen:
- Englisch [⁠ʌ⁠]: durch „o, u, oo, ou“ (immer vor Konsonanten) dargestellt. Die genaue Aussprache variiert je nach Dialekt z. T. stark (z. B. werden „o“, „u“ und „ou“ in Verbindung mit „r“ in Nordamerika meist als [⁠ɝ⁠] ausgesprochen).
  - Beispiele: worry ['wʌɹi], cut [kʰʌt], butter [ˈbʌɾɚ], blood [blʌd], courage ['kʰʌɹɪdʒ],
- Koreanisch [ʌ(ː)]: ㅓ (Transkription eo oder ŏ). Durch verschiedene Längen des Vokals können sich die Bedeutungen ändern (siehe 1. Bsp.); zur deutlicheren Unterscheidung kann die längere Variante auch als [ə] oder [⁠ɘ⁠] ausgesprochen werden.
  - Beispiele: 벌 [pʌl] „Strafe“ oder [pʌːl] / [pəːl] / [pɘːl] „Biene“, 서울 (Seoul) [sʰʌ.ul] „Seoul“